# NGC 5663
NGC 5663 est une galaxie lenticulaire située dans la constellation de la Balance. Sa vitesse par rapport au fond diffus cosmologique est de 6 992 ± 40 km/s, ce qui correspond à une distance de Hubble de 103,1 ± 7,2 Mpc (∼336 millions d'al). NGC 5663 a été découverte par l'astronome américain Francis Leavenworth en 1886.
En raison d'une brillance de surface égale à 14,85 mag/am2, on peut qualifier NGC 5663 de galaxie à faible brillance de surface (LSB en anglais pour low surface brightness). Les galaxies LSB sont des galaxies diffuses (D) avec une brillance de surface inférieure de moins d'une magnitude à celle du ciel nocturne ambiant.
À ce jour, une mesure non basée sur le décalage vers le rouge (redshift) donne une distance d'environ 86,900 Mpc (∼283 millions d'al). Cette valeur est à l'extérieur des valeurs de la distance de Hubble. Notons que c'est avec la valeur moyenne des mesures indépendantes, lorsqu'elles existent, que la base de données NASA/IPAC calcule le diamètre d'une galaxie et qu'en conséquence le diamètre de NGC 5663 pourrait être d'environ 45,4 kpc (∼148 000 al) si on utilisait la distance de Hubble pour le calculer..